# Peleteria setigera
Peleteria setigera är en tvåvingeart som beskrevs av Malloch 1930. Peleteria setigera ingår i släktet Peleteria och familjen parasitflugor. Inga underarter finns listade i Catalogue of Life.